# 루미력
루미력(튀르키예어: Rumî Takvim)은 율리우스력에 기반을 둔 달력으로 1839년 탄지마트 개혁 이후의 오스만 제국부터 그의 승계국가인 터키 공화국이 1926년까지 공식적으로 사용한 달력이다. 주로 민간에서 많이 사용하였으며 태양력에 따라 태양일을 기준으로 날짜를 센다.

## 역사
오스만 제국의 이슬람 국가에서는 종교적인 이슬람력이 사용되었는데 이는 음력 역법으로 달의 위상에 따라 숫자를 매기고 그 주기를 기반으로 날짜를 세는 방식이었다. 태음월과 태양년의 1달 길이는 서로 다르기 때문에 순수한 태음력은 계절에 따라 그 길이가 달라진다.
1677년 메흐메트 4세의 최고재무관(Baş Defterdar) 하산 파샤는 33년마다 1년을 지워버려(삭제년, escape year) 음력 이슬람력과 양력 율리우스력을 서로 맞춰 회계 기록의 오차를 보정하자고 주장하였다. 1740년 마흐무트 1세 시기에는 재무관 아티프 에펜디의 제안에 따라 정부의 공식적인 조세 및 거래의 기준인 회계년도의 시작을 무하람에서 3월로 바꾸는 개혁을 단행했다. 압뒬하미트 1세 재위 기간에는 최고재무관 모랄르 오스만(Moralı Osman) 에펜디의 제안에 따라 회계년도 역법을 1794년 이슬람력과 율리우스력간의 차이로 인한 추가 낭비비용을 줄이기 위해 국고 지출 및 수입 부분에도 율리우스력 보정을 반영하였다.
율리우스력은 1677년 처음으로 재정 및 회계 문제에 대해서만 도입되었으나, 양력 1840년 3월 13일(이슬람력 1256년 3월 1일) 압뒬메지트 1세가 오스만 제국의 술탄에 오른 직후 탄지메트 개혁 아래 모든 민간인은 '루미력'(터키어로 로마력이란 뜻)을 사용해야 한다고 공표하였다. 다만 역법의 시작을 이슬람력과 동일하게 무함마드 및 그의 추종자들이 메카에서 메디나로 피난을 간 양력 622년을 1년으로 계산하였다. 나머지 월과 일은 율리우스력을 그대로 사용하였는데 한 해의 시작을 3월로 하였다. 하지만 이슬람력 1256년 시점에서 이슬람력과 그레고리력의 차이는 584년에 달했다. 다만 음력에서 양력으로 역법을 바꿈에 따라 루미력과 그레고리력의 차이는 584년으로 동일하게 바뀌었다.
오스만 제국의 주변국에서 차츰 그레고리력으로 전환하는 국가들이 많아지자 1917년 2월 루미력도 1월 1일을 한 해의 시작으로 하여 그레고리력과 역법을 똑같이 맞췄다. 이에 따라 회계년도의 시작도 1월 1일도 바뀌었다. 하지만 연도 세는 법을 그대로 하여 584년의 차이는 그대로 남아 있었다. 따라서 이슬람력 1332년 2월 15일(양력 1917년 2월) 다음날은 쭉 건너뛰고 이슬람력 1333년 3월 1일(양력 1917년 3월 1일)이 되었다. 이 때문에 이슬람력 1333년은 3월 1일부터 12월 31일까지 단 10개월만 있었다. 즉 양력 1918년 1월 1일은 이슬람력 1334년 1월 1일이 되었다.
루미력은 오스만 제국이 해체되고 후계국가인 터키 공화국으로 재편된 후에도 사용하였다. 하지만 아타튀르크의 개혁의 일환으로 이슬람력을 공식적으로 폐지하고 서력을 사용하기로 결의, 이슬람력 1341년 12월 26일 이후는 공식적으로 서력 1926년이 되었다.

## 월의 명칭
루미력에서 각 달의 명칭은 다음과 같다.
| 달   | 회계년도 기준 | 터키어         | 오스만어   | 일   | 주석           |
| ---- | ------------- | -------------- | ---------- | ---- | -------------- |
| 1월  | FY 11월       | Kânûn-ı Sânî   | كانون ثانی | 31일 | İkinci Kânûn   |
| 2월  | FY 12월       | Şubat          | شباط       | 28일 |                |
| 3월  | FY 1월        | Mart           | مارت       | 31일 |                |
| 4월  | FY 2월        | Nisan          | نیسان      | 30일 |                |
| 5월  | FY 3월        | Mayıs          | مایس       | 31일 |                |
| 6월  | FY 4월        | Haziran        | حزیران     | 30일 |                |
| 7월  | FY 5월        | Temmuz         | تموز       | 31일 |                |
| 8월  | FY 6월        | Ağustos        | اغستوس     | 31일 |                |
| 9월  | FY 7월        | Eylül          | ایلول      | 30일 |                |
| 10월 | FY 8월        | Teşrin-i Evvel | تشرین اول  | 31일 | Birinci Teşrin |
| 11월 | FY 9월        | Teşrin-i Sânî  | تشرین ثانی | 30일 | İkinci Teşrin  |
| 12월 | FY 10월       | Kânûn-ı Evvel  | كانون اول  | 31일 | Birinci Kânûn  |

## 같이 보기
- 달력 목록